# Promenade du Colonel-By
La promenade du Colonel-By (anglais : Colonel By Drive) est une longue promenade panoramique de 8,1 km de la ville d'Ottawa, Ontario, Canada.

## Description de l'itinéraire

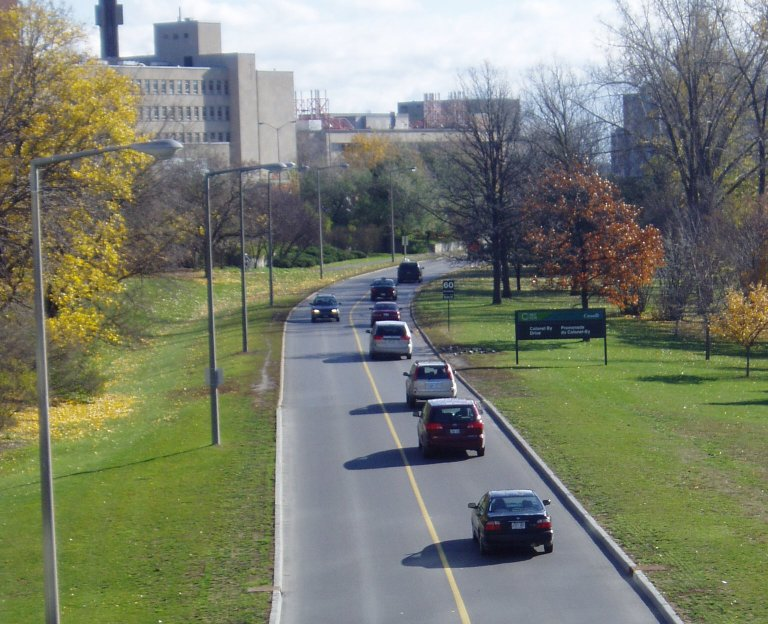
La promenade Colonel-By à partir du pont de l'avenue Laurier vers le sud.

La promenade commence au nord à l'intersection de la promenade Sussex et de la rue Rideau. Elle passe à côté du quartier général du ministère de la Défense nationale, du Centre des congrès d'Ottawa et de l'hôtel Westin. La porte arrière de l'édifice du Sénat du Canada est également accessible depuis la rue, avant son passage sous le pont Mackenzie King. Elle longe ensuite le canal Rideau et continue au sud et à l'ouest jusqu'au chemin Hog's Back, passant à côté de plusieurs zones résidentielles et devant le lac Dow et l'Université Carleton.  

## Histoire
La promenade porte le nom du lieutenant-colonel John By, qui a supervisé la construction du canal Rideau de 1826 à 1832. La route sinueuse à deux voies avait une limite de vitesse de 60 km/h sur toute sa longueur, jusqu'à ce qu'en 2022, la vitesse sur le tronçon de l'avenue Bronson à l'avenue Daly soit réduite à 40 km/h. 
La zone à l'est du canal Rideau a abrité les principales lignes ferroviaires d'Ottawa pendant plusieurs décennies. Elles aboutissaient à la gare Union d'Ottawa, près de l'extrémité nord du canal. En 1966, le service ferroviaire a été déplacé de manière controversée vers la nouvelle gare d'Ottawa, à environ 3 km dans une zone industrielle au sud-est de la ville, dans le cadre d'un plan de renouvellement urbain qui a laissé la zone sur la rive est du canal ouverte au développement. La promenade du Colonel-By a en partie été construite sur ce nouvel espace. La promenade de la Reine-Elizabeth, une autre promenade panoramique, servait déjà le même but de l'autre côté du canal.
Historiquement, comme d’autres promenades de la Commission de la capitale nationale, la promenade du Colonel-By a été périodiquement fermée à la circulation automobile et réservée au transport actif. Ainsi, le tronçon entre Canal Woods Terrace et l'avenue Daly a été fermé du 2 juillet au 6 septembre 2021 pour cette raison. Cependant, à compter de 2024, la promenade du Colonel-By n’est plus incluse dans ce programme de transport actif.